# St. Bonifatius (Frankfurt am Main)

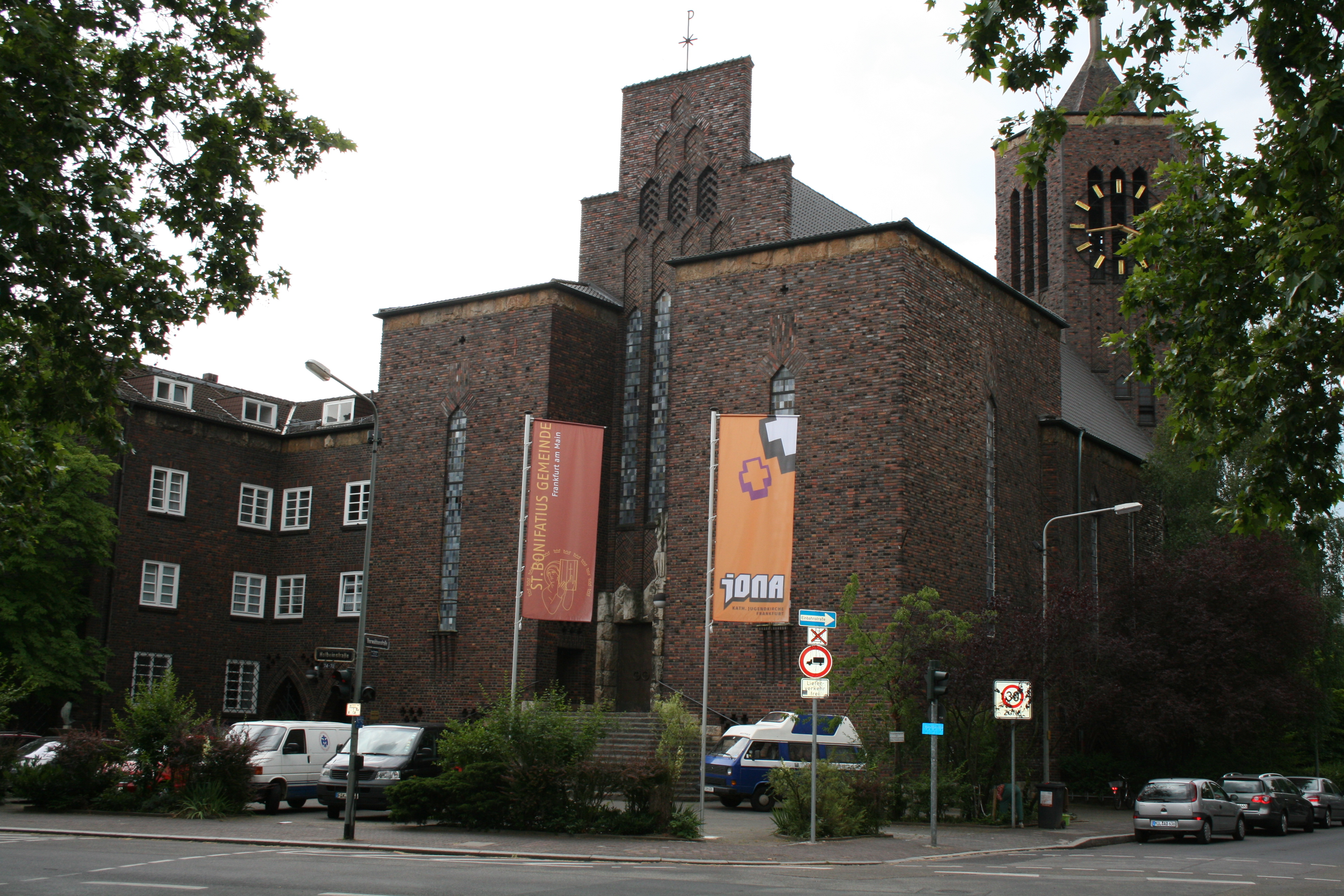
St. Bonifatius

St. Bonifatius ist eine römisch-katholische Kirche in Frankfurt-Sachsenhausen, die zum Bistum Limburg gehört. Die nach Entwürfen von Martin Weber im Stil des Backsteinexpressionismus erbaute Kirche wurde 1927 geweiht. Seit 2005 wird in der Kirche zusätzlich zur Gemeindearbeit die katholische Jugendkirche JONA als Jugendbildungs- und Jugendseelsorge-Einrichtung betrieben.

## Geschichte
Sachsenhausen gehört seit Gründung zu Frankfurt am Main. Es war Sitz einer Kommende des Deutschen Ordens, der das von Kuno I. 1193 gegründete Hospital führte, wurde kirchlich jedoch ausschließlich vom Bartholomäusstift auf der anderen Mainseite betreut. Erst 1452 erhielt die kleine Dreikönigskirche die Rechte einer Filialkirche. Nachdem die Dreikönigskirche in der Reformation lutherisch geworden war, verblieb als einzige katholische Kirche in Sachsenhausen die Deutschordenskirche, die 1809 während der napoleonischen Besatzung säkularisiert wurde.
Die wenigen in Frankfurt verbliebenen Katholiken gehörten seit der Reformation kirchenrechtlich zur Stadtpfarrei um den Dom St. Bartholomäus. Erst ab dem 19. Jahrhundert stieg die Zahl der Katholiken durch Zuwanderung deutlich an. 1836 bestellte der römisch-katholische Stadtpfarrer von Frankfurt am Main einen Pfarrverweser für Sachsenhausen, der noch bis 1881 dem Deutschen Orden unterstand. 1889 wurde Sachsenhausen selbständiger Seelsorgsbezirk in der Stadtpfarrei, 1917 dann Pfarrkuratie. 1922 wurde die Pfarrkuratie Sachsenhausen von der Dompfarrei abgetrennt, und unter das Patronat des St. Bonifatius gestellt. Seit 1909 war Peter Josef Karst Rektor, ab 1922 dann Pfarrvikar. Nach der Weihe der neugebauten Kirche 1927 war Karst bis 1940 erster Pfarrer der Gemeinde.

## Gebäude der Kirche

St. Bonifatius, Kirchenraum

Die St.-Bonifatius-Kirche in der Holbeinstraße gilt als erster katholischer Kirchenbau der Moderne in Frankfurt am Main und steht in Zusammenhang mit dem Städtebauprogramm Neues Frankfurt. Bei dem 1925 für die Pfarr- und Kriegsopfer-Gedächtniskirche St. Bonifatius ausgeschriebenen Wettbewerb siegte der Frankfurter Architekt Martin Weber (1890–1941), der in der Folge auch die Kirchen Heilig Kreuz in Bornheim (1929) und Heilig-Geist im Riederwald (1931) erbaute. Martin Weber steht mit diesen Frankfurter Kirchen neben der Frauenfriedenskirche und der Limburger Pallottinerkirche für das Neue Bauen im Sinne der Liturgischen Bewegung in der Römisch-katholischen Kirche.
Die Grundsteinlegung erfolgte am 27. Juni 1926, die Weihe der Kirche am 7. August 1927 durch den Limburger Bischof Augustinus Kilian. Der Sichtklinkerbau weist „expressiv überhöhte Anklänge an norddeutsche Backsteingotik“ auf, den sogenannten Backsteinexpressionismus. Über dem Altarraum befindet sich ein Sechseckturm. Der Hauptsaal hat ein tonnenförmiges Gewölbe. Die Muttergottesfigur des Marienaltars stammt vom Frankfurter Bildhauer Johann Josef Belz. In der Kirche St. Bonifatius befindet sich der Altarraum in einem eigenen Chorraum, in der Heilig-Kreuz-Kirche befindet sich der Altarraum an der Stirnwand des Kirchenschiffes und die Heilig-Geist-Kirche besitzt im Gegensatz dazu einen zentral angeordneten Altarbereich. Bei den Luftangriffen im Zweiten Weltkrieg wurde die Kirche schwer getroffen.
Nach der Beseitigung der größten Schäden 1948 wurde die Inneneinrichtung der Kirche in den folgenden Jahrzehnten mehrfach verändert. Die Renovierung 1987 unter Pfarrer Richard Weiler stellte den bedeutenden expressionistischen Innenraum weitgehend wieder her. Bei der Umgestaltung der Kirche zur Jugendkirche wurden die Bänke durch eine mobile Bestuhlung ersetzt. Außerdem wurde ein zweiter Altar in der Mitte der Kirche errichtet, um den die Stühle bei Jugendgottesdiensten kreisförmig aufgestellt werden. Ein segelförmiger Raumteiler trennt dann den Gottesdienstraum vom vorderen Teil der Kirche mit dem Hochaltar.

Blick in das Kirchenschiff
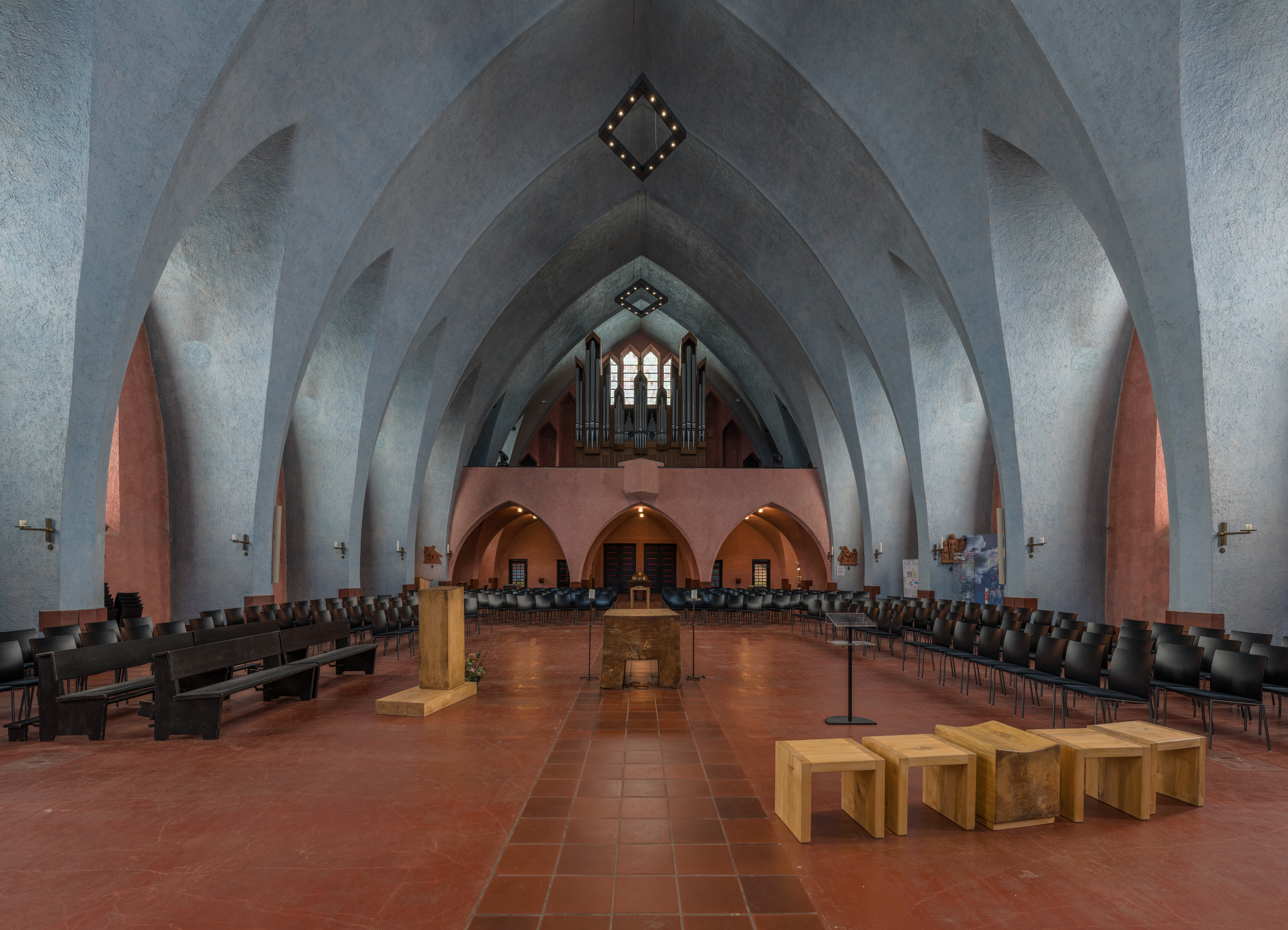
Blick zur Orgel
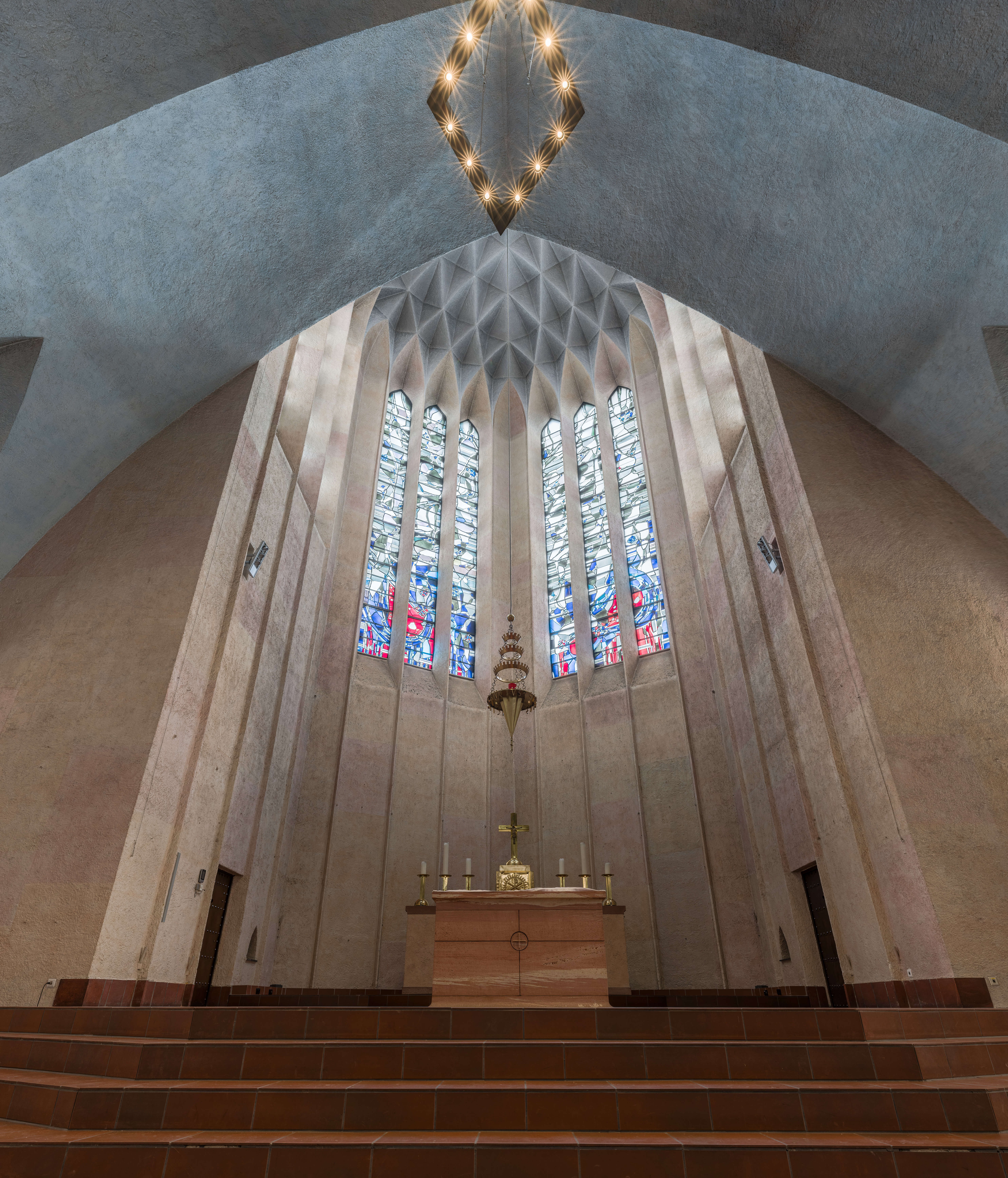
Altarbereich
Weitere Innenansicht

## Jugendkirche JONA

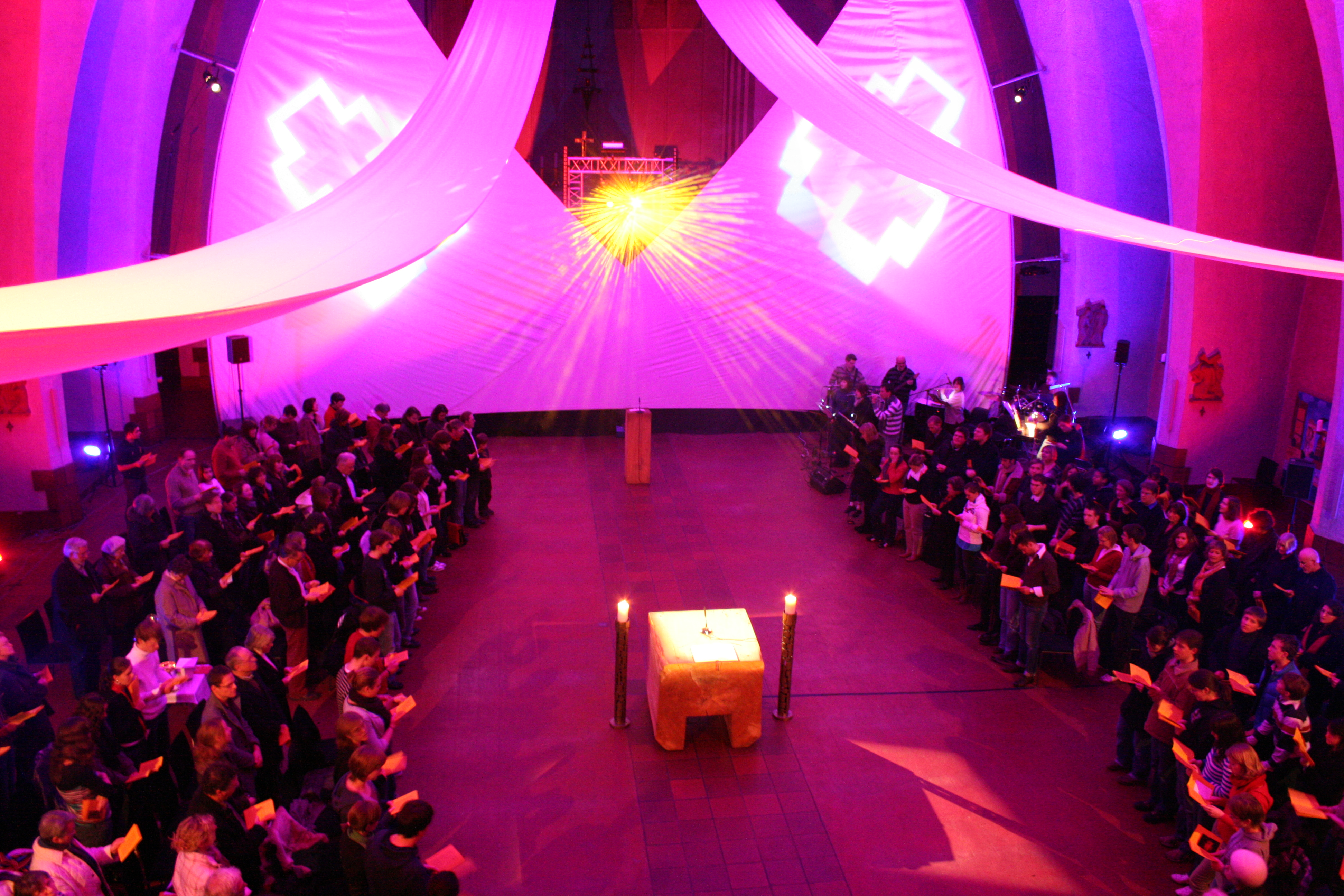
Gottesdienst der Jugendkirche JONA

Die 2005 eröffnete Jugendkirche JONA ist eine Jugendkirche des Bistums Limburg im Frankfurter Stadtteil Sachsenhausen. Die Profilkirche befindet sich in den Räumen der Kirche St. Bonifatius.